# یوکیو یاماجی
یوکیو یاماجی (به ژاپنی: 山地 悠紀) یکی از قاتلان کشور ژاپن است. شیوه قتل‌هایش به گونه ای بود که به او لقب مخوفترین قاتل جوان این کشور را دادند. او در سال ۲۰۰۰ پس از کشتن مادرش به زندان و سپس به بیمارستان روانپزشکی منتقل شد. یوکیو در سال ۲۰۰۹ با طناب دار اعدام شد.

## کودکی
او در ژاپن و در خانواده ای فقیر به دنیا آمد. پدرش در ژانویه ۱۹۹۵ به دلیل ابتلا به بیماری سیروز کبدی از دنیا رفت. یوکیو پس از فارغ‌التحصیلی از دبیرستان، خانه را ترک کرد و در یک دکه روزنامه فروشی مشغول به کار شد.

## قتل‌ها
قتل مادر: یوکیو در ۲۹ ژوئیه ۲۰۰۰ در حالی که ۱۶ سال داشت، مادر ۵۰ ساله خود را با ضربات چوب بیسبال به قتل رساند. او انگیزه خود را اینگونه بیان کرد.
 روابط مادرم با زنان دیگر به نوعی بود که هزینه‌های سنگینی را بوجود آورده بود و این من بودم که مجبور به پرداخت بدهی‌های او شده بودم.
یوکیو در تاریخ ۳۱ ژوئیه ۲۰۰۰ در حالی که ۱۶ سال سن داشت، توسط پلیس ژاپن دستگیر شد.
باتوجه به سن و سال کمش، مقامات از فرستادن یوکیو به زندان برای مدت طولانی سرباز زدند و صرفاً به بازپروری روحی و روانی بسنده کردند. وی پس از گذراندن یک دوره بازپروری ویژه نوجوانان و جوانان، سرانجام آزاد شد.
قتل دو زن: او مدتی پس از آزادی، دو زن را با ضربات چاقو به قتل رساند. طبق گزارش پزشکی قانونی، یوکیو به هر دو نفر تجاوز جنسی کرده و آن‌ها را در آپارتمانش به آتش کشیده بود. هر دو قربانی هرگز با قاتل ملاقاتی نداشته بودند و یکدیگر را نمی‌شناختند.

## مرگ
در تاریخ ۱۳ دسامبر ۲۰۰۶ دادگاهی در منطقه اوزاکا ژاپن، وی را به جرم تجاوز و قتل سه نفر، به اعدام با طناب دار محکوم کرد. با اینکه یوکیو یاماجی جوان می‌توانست تقاضای تجدید نظر کند اما علاقه ای نشان نداد.
سرانجام وی در تاریخ ۲۸ ژوئیه در شهر اوزاکا به شیوه دار زدن اعدام شد. او در زمان اجرای حکم ۲۸ سال سن داشت.